# Aidipsós
Aidipsós (Aedipsos, Edipsos) är en ort i Grekland.   Den ligger i prefekturen Nomós Evvoías och regionen Grekiska fastlandet, i den centrala delen av landet, 120 km nordväst om huvudstaden Aten. Aidipsós ligger 103 meter över havet och antalet invånare är 1 249. Den ligger på ön Euboia.
Terrängen runt Aidipsós är huvudsakligen kuperad, men åt sydväst är den platt. Havet är nära Aidipsós åt sydväst. Runt Aidipsós är det ganska tätbefolkat, med 58 invånare per kvadratkilometer. Närmaste större samhälle är Istiaía, 12,4 km nordost om Aidipsós. 